# Momona Tamada
Momona Tamada, född 28 september 2006 i Vancouver, är en kanadensisk skådespelare.
Tamada har bland annat medverkat i TV-serierna Barnvaktsklubben (2020-2021) och The Spiderwick Chronicles från 2023. Hon har även medverkat i filmen Secret Headquarters från 2022.

## Filmografi (i urval)
- 2020–2021 – Barnvaktsklubben (TV-serie)
- 2022 – Secret Headquarters
- 2023 – The Spiderwick Chronicles (TV-serie)